# Helmut Schönnamsgruber
Helmut Schönnamsgruber (* 15. November 1921 in Stuttgart; † 11. Oktober 2008) war ein deutscher Naturwissenschaftler, Naturschützer sowie Vereins- und Verbandsfunktionär.

## Leben
Schönnamsgruber absolvierte das Abitur in Stuttgart. Von 1948 bis 1951 studierte er Naturwissenschaften mit dem Hauptfach Botanik und den Nebenfächern Chemie, Geologie und Zoologie an der TH Stuttgart.
Von 1953 bis 1961 war er wissenschaftlicher Mitarbeiter der Forstlichen Versuchsanstalt. In seiner Dissertation betrieb Schönnamsgruber 1954 Studien über den Phosphathaushalt von jungen Holzpflanzen insbesondere von Pappeln. Von 1954 bis 1957 leitete er als wissenschaftlicher Assistent bei der Forstlichen Versuchsanstalt die Sektion Standortkunde und Ökologie. Von 1957 bis 1961 war er in der Versuchsanstalt wissenschaftlicher Assistent in der Abteilung Bodenkunde und Düngung.
1958 wurde Schönnamsgruber Geschäftsführer des Vereins für Forstliche Standortskunde und Forstpflanzenzüchtung e. V. in Freiburg im Breisgau. Sein Nachfolger war 1962 Gerhard Mühlhäußer.
Von 1961 bis 1971 leitete Schönnamsgruber die Bezirksstelle für Naturschutz und Landschaftspflege Südwürttemberg-Hohenzollern in Tübingen. 1963 übernahm er Lehraufträge an der Universität Tübingen sowie an der Staatlichen Verwaltungsschule in Haigerloch. Von 1971 bis 1976 war Schönnamsgruber Direktor der Landesstelle für Naturschutz und Landschaftspflege Baden-Württemberg. Mit der Eingliederung der Landesstelle in die neugeschaffene Landesanstalt für Umweltschutz in Karlsruhe im Jahr 1974 übernahm er zuletzt die Leitung des Instituts für Ökologie und Naturschutz. Dieses leitete er bis zu seiner Pensionierung am 30. Januar 1983. Schönnamsgruber hatte von 1982 bis 1983 die Seminarleitung für verschiedene Fachseminare Landschaftspflege inne, die die Stiftung Naturschutzfonds beim Ministerium für Ernährung, Landwirtschaft, Umwelt und Forsten Baden-Württemberg in Zusammenarbeit mit der Landesanstalt für Umweltschutz durchführte.
Von 1972 bis 1974 war Schönnamsgruber Vorsitzender der Gesellschaft für Naturkunde in Württemberg.
Von 1972 bis 2001 bekleidete Schönnamsgruber das Amt eines Honorarprofessors für Landeskultur an der Universität Hohenheim.
Von 1973 bis 1991 war Schönnamsgruber Präsident des Schwäbischen Albvereins. Er hatte auch das Amt des Vizepräsidenten des Verbands Deutscher Gebirgs- und Wandervereine inne.
Schönnamsgruber war Mitglied im Lions Club in seinem Wohnort Waldbronn.

## Ehrungen
Im Jahr 1991 wurde Schönnamsgruber zum Ehrenpräsidenten des Schwäbischen Albvereins ernannt. 1991 erhielt er das Große Bundesverdienstkreuz. Am 8. Mai 1993 wurde Schönnamsgruber der Verdienstorden des Landes Baden-Württemberg verliehen.

## Werke

### Autor
- Studien über den Phosphathaushalt von jungen Holzpflanzen insbesondere von Pappeln. Ludwigsburg: Eichhorn-Druckerei, 1954.DNB 480635129
- Studien über den Phosphathaushalt von jungen Holzpflanzen insbesondere von Pappeln. Mitteilungen der Württembergischen Forstlichen Versuchsanstalt Bd. 12 Heft 2. Stuttgart/Ludwigsburg: Verlag Eugen Ulmer, 1955.DNB 454450761
- Waldgesellschaften des Kaukasus – Festschrift zum 60. Geburtstag von Professor Dr. Ernst Schüz. Stuttgarter Beiträge zur Naturkunde aus dem Staatlichen Museum für Naturkunde in Stuttgart Teil 73. Stuttgart, 1961.DNB 450343863[6]

### Herausgeber
- zusammen mit Ernst Waldemar Bauer: Das große Buch der Schwäbischen Alb. Stuttgart: Konrad Theiss Verlag, 3. Aufl. 2004, ISBN 978-3-8062-1869-5.